# De Boshoek
Il De Boshoek è uno stadio situato a Hardenberg sede delle partite dell'HHC. Ha una capacità di 4 500 spettatori. 